# Kurt Nielsen (Tennisspieler)
Kurt Nielsen (* 19. November 1930 in Kopenhagen; † 11. Juni 2011) war ein dänischer Tennisspieler sowie -schiedsrichter und Sportkommentator. Er ist der bisher einzige Däne, der ein Grand-Slam-Finale im Einzel erreichen konnte (Wimbledon Championships 1953 und 1955).

## Leben
Nielsen wuchs in Hellerup als Sohn einer gut situierten Familie auf, die seine Tennisbegabung förderten und ihm den deutschen Tennistrainer Kurt Pohmann zur Seite stellten. 1947 gewann er den Einzeltitel des Juniorenturniers von Wimbledon durch einen Finalsieg über Sven Davidson, im Jahr darauf errang er den Juniorentitel der French Open. 1953 erreichte er unter anderem durch einen Sieg über den topgesetzten Ken Rosewall das Finale von Wimbledon, in welchem er Vic Seixas unterlag. 1955 erreichte er erneut das Finale von Wimbledon, diesmal verlor er gegen Tony Trabert. Im Mixed errang er 1957 an der Seite von Althea Gibson den Titel bei den US Open, gemeinsam standen beide im darauf folgenden Jahr im Mixed-Finale von Wimbledon. Im Laufe seiner Karriere zwischen 1949 und 1960 konnte er 49 internationale sowie 50 nationale dänische Titel erringen.
Bereits 1948 wurde er erstmals für die dänische Davis-Cup-Mannschaft nominiert und traf in seiner ersten Begegnung auf Ägypten. Seine beiden Einzel gewann er, während die Doppelbegegnung verloren ging. Bis 1960 trat er in 65 Einzel- sowie 31 Doppelpartien für Dänemark an. Dabei traf er zwei Mal auf die deutsche Davis-Cup-Mannschaft. 1951 verlor er gegen Gottfried von Cramm und Ernst Buchholz; im darauf folgenden Jahr siegte er gegen Buchholz und Horst Hermann.
Nach dem Ende seiner aktiven Karriere arbeitete Nielsen als Tennistrainer sowie als Schiedsrichter, unter anderem bei Grand-Slam-Turnieren. Bis Ende 2006 arbeitete er als Kommentator bei Eurosport.
Er war der Großvater von Frederik Nielsen, der ebenfalls die Profilaufbahn im Tennissport ergriff.

## Turniersiege (Auswahl)
| Legende                       |
| ----------------------------- |
| Grand Slam                    |
| Tennis Masters Cup            |
| ATP Masters Series            |
| ATP International Series Gold |
| ATP International Series      |

### Doppel
| Nr. | Datum | Turnier     | Belag     | Partner      | Finalgegner              | Ergebnis                 |
| --- | ----- | ----------- | --------- | ------------ | ------------------------ | ------------------------ |
| 1.  | 1957  | San José    | Hartplatz | Bob Howe     | Luis Ayala Sven Davidson | 4:6, 22:20, 6:3          |
| 2.  | 1958  | Rom Masters | Sand      | Antal Jancsó | Luis Ayala Don Candy     | 8:10, 6:3, 6:2, 1:6, 9:7 |

### Mixed
| Nr. | Datum | Turnier     | Belag     | Partner         | Finalgegner                      | Ergebnis      |
| --- | ----- | ----------- | --------- | --------------- | -------------------------------- | ------------- |
| 1.  | 1952  | Rom Masters | Sand      | Arvilla McGuire | María Josefa Riba Eugenio Migone | 4:6, 6:3, 6:3 |
| 2.  | 1957  | US Open     | Hartplatz | Althea Gibson   | Darlene Hard Lew Hoad            | 6:3, 9:7      |